# Úhošť
Úhošť är ett berg i Tjeckien.   Det ligger i regionen Ústí nad Labem, i den nordvästra delen av landet, 90 km väster om huvudstaden Prag. Toppen på Úhošť är 593 meter över havet, eller 173 meter över den omgivande terrängen. Bredden vid basen är 2,1 km.
Terrängen runt Úhošť är kuperad åt sydväst, men åt nordost är den platt. Runt Úhošť är det ganska tätbefolkat, med 199 invånare per kvadratkilometer. Närmaste större samhälle är Kadaň, 3,3 km nordost om Úhošť. I omgivningarna runt Úhošť växer i huvudsak blandskog.